# قنطيون إفريقي كيليفي
قنطيون أفريقي کیلیفي (الاسم العلمي:Afrocanthium kilifiense) هو نوع من النباتات يتبع جنس القنطيون الأفريقي من الفصيلة الفوية.